# Szinkretizmus
A szinkretizmus különböző hitek és irányzatok ötvözése. A vallásokban magába foglalja két vagy több hitrendszer új rendszerré való összeolvadását vagy asszimilációját, különösen a teológiában. Előfordul a művészetekben vagy a politikában is, ahol az eltérő irányzatok összeegyeztetésére irányuló törekvés neve.

## Etimológia
A szó a görög συγκρητισμός („szünkrétiszmosz”) kifejezésből ered, amit Plutarkhosz használt Opera Moralia című írásában a krétaiak közös ellenség elleni összefogására. A kifejezés első felének (συγ) jelentése együtt, a másodiké bizonytalan, nem egyértelmű, hogy Krétára utal-e.
Modern jelentése Erasmustól származik, aki az Adagia című munkájában annak a jelenségnek a megnevezésére használta, amikor a vallási küzdelmekben különféle csoportok az elméleti különbségeik ellenére összefognak a gyakorlati haszon érdekében.

## Vallási szinkretizmus
A különböző vallási hagyományokból származó elemek összekeverését jelöli.

### Görög hitvilág
A szinkretizmus alapvető eleme volt a görög vallásnak, amely a Nagy Sándor utáni időszakban számos perzsa, anatóliai, egyiptomi, etruszk és római vallási elemet magába olvasztott. Más vallások isteneit rendszeresen azonosították a sajátjaikkal, és ez isten eredeti nevét gyakran állandó jelzőként őrizték meg. (Ennek a szokásnak a neve interpretatio graeca.) Így például az egyiptomi Amunból Zeusz Ammon lett, miután Nagy Sándor meglátogatta Amun orákulumát a siwai oázisban. A görög mitológia számos, mai szemmel furcsának tűnő mítosza az ilyen jelzőkhöz kitalált utólagos magyarázat.

### Római hitvilág
A rómaiak a görög vallás isteneit az etruszk-római hagyomány hasonló alakjaival azonosították (interpretatio romana, de a vallási gyakorlatot rendszerint nem vették át.

### Judaizmus
A judaizmus állandó küzdelemben állt a szinkretistákkal; a Bibliában ennek emlékét őrzi a bálványimádás tiltása a Tízparancsolatban, az aranyborjú története és a próféták számtalan intése a templomi prostitúció és a helyi termékenységkultuszok ellen.

### Manicheizmus
A manicheizmus több vallás szinkretizmusaként tűnt fel és sokáig a terjedő kereszténység legfőbb riválisa volt. A korabeli fő vallásokat, a zoroasztrizmust, a buddhizmust és a kereszténységet megkísérelte egy vallási rendszerbe integrálni.

### Kereszténység
Ha egy evangéliumi hívő ezt a szót használja, valószínűleg arra a jelenségre gondol, amikor  valaki különféle vallások tanítását, vagy különböző filozófiai irányzatokat (kettőt vagy többet) ötvöz egymással, egy így keletkezett világképet vall, ez alapján gondolkodik, cselekszik.
Egyesek a Biblia tanítását és a keresztény hitet a karmával, a reinkarnációval, ezoterikus tanokkal, a keleti misztikával, más világvallások tanításával, nézeteivel, esetleg a sámánizmussal vagy panteista nézetekkel stb. elegyítik.
A katolicizmus Közép- és Dél-Amerikában számos olyan elemekkel integrálódott, amelyek ezeken a területeken az őslakos és rabszolga-kultúrákból származnak. A katolikus egyház megengedi, hogy bizonyos szimbólumokat és hagyományokat átvigyenek más hitrendszerekből, mindaddig, amíg azokat úgy alakítják át, hogy megfeleljenek a keresztény világnézetnek. Bizonyos vallások szinkretizmusát a katolikus hittel, mint például a vudu vagy santería, viszont kifejezetten elítélik. Egyes andoki területeken, például Peruban, az inka eredetű kecsua kultúrának erős befolyása van a katolicizmusra. Ez gyakran katolikus szent napokat és ünnepeket eredményez kecsua figurákkal és ünnepekkel, mint például a Chinchaypujio-i Mária mennybemenetele, vagy a Pachamama termékenységi ünnepsége.
A történelem folyamán egyes jezsuita misszionáriusok a helyi kultuszokat adaptálták a kereszténység tanításába.
A dél-koreai katolicizmus szinkretizálódott a hagyományos mahájána buddhista és konfuciánus szokásokkal, amelyek a hagyományos koreai kultúra szerves részét képezik. Ennek eredményeként a dél-koreai katolikusok továbbra is gyakorolják az ősi rítusok módosított formáját és számos buddhista és konfuciánus szokást és filozófiát követnek.
Ázsiában a Taiping (19. századi Kína) és a burmai Isten Hadserege forradalmi mozgalmai keverték a kereszténységet a hagyományos hiedelmekkel.
Egy 2024-es felmérés alapján az amerikai (USA) keresztények többsége szinkretista nézeteket követ, csak egy elenyésző részük rendelkezik bibliai világnézettel. E felmérés alapján az amerikai felnőttek 92%-a követi a szinkretista nézeteit domináns életfilozófiájaként. Számos bibliai világképet és nézetet elvetnek, helyette inkább a panteizmus, a mormonizmus, a wicca vagy az animizmus ideológiáival azonosulnak.
A témában számos könyv, tanulmány, illetve értekezés íródott.

### Új vallási mozgalmak
A világvallások szinkretizmusánál a vietnami kaodaizmus a egy tipikus példa. Főleg a buddhizmus, a katolicizmus és a taoizmus elemeit ötvözi.
Az Egyesítő Egyház, amelyet Mun Szonmjong vallási vezető 1954-ben alapított Dél-Koreában, tanításai a Biblián alapulnak, de olyan új értelmezéseket is tartalmaz, amelyek nem találhatók meg a mainstream judaizmusban és kereszténységben, továbbá magába olvasztja a kelet-ázsiai hagyományokat.
Az unitarizmus egy ága, az unitárius univerzalizmus  a szinkretizmus egy modern példája.
A fekete-afrikai kultúrákban az ősi afrikai hiedelmek és a kereszténység összeolvadása gyakori jellemző (→ afrikai intézményesült egyházak). Közülük számos, például az aladura vagy a kimbangizmus igen jelentős mozgalommá nőtte ki magát.
Számos japán új vallás, mint például a konkókjó és a Seicho-No-Ie, szinkretista.
A mintegy nyolcvanmillió tagot számláló független kínai egyházak a protestantizmus és a kínai népi vallás elemeit keverik.
India becslések szerint ötvenmillió karizmatikus-pünkösdista híve (2010-es évek) közül rengeteg a szinkretista, akik hitüket keverik az indiai vallásokkal.
A nigériai Chrislam vallás ötvözi a pünkösdi kereszténységet és az iszlám tanokat. A nigériai jorubák főként a protestáns kereszténységet és az iszlám gyakorlatot ötvözik.
Az erősen szinkretista modern mozgalmak vallási elemekkel rendelkező további példái közé tartozik a miszticizmus, az okkultizmus, a Teozófiai Társulat, a modern asztrológia, az újpogányság és a New Age mozgalom.

## A politikában
A politikában a szinkretizmus a harmadikutasság formájában jelenik meg.